# Daniel Karlsbakk
Daniel Karlsbakk (Kristiansand, 7 april 2003) is een Noors voetballer die bij voorkeur als aanvaller speelt. In januari 2023 verruilde hij de Noorse voetbalclub Viking FK voor sc Heerenveen.

## Clubcarrière

### Bryne
Karlsbakk begon zijn voetbalcarrière in 2009 door aan te sluiten bij de jeugdopleiding van Bryrne, deze doorliep hij en in april 2019 tekende hij bij deze club zijn eerste profcontract. Hij debuteerde op 16e jarige leeftijd op 26 oktober 2019 in de wedstrijd tegen Egersunds IK, deze wedstrijd eindigde in 1-1. Zijn eerste doelpunt maakte Karlsbakk op 18 juli 2020 in de 3-1 gewonnen wedstrijd met Fløy.

### Viking
Op 7 december 2021 maakte Karlsbakk transfervrij de overstap naar Viking en tekende hij een driejarig contract. Hij maakte zijn debuut in de competitie op 21 april 2022 in de Noorse bekerwedstrijd tegen Bodø / Glimt. Zijn eerste doelpunt scoorde hij ruim 2 maanden later, op 25 juni, uit tegen FK Haugesund. In de 4e minuut opende hij de score en hij zag zijn ploeg uiteindelijk met 4-2 verliezen.

### SC Heerenveen
Op 31 januari 2023 tekende Karlsbakk een contract bij sc Heerenveen tot eind juni 2026. Hij werd daarmee de opvolger voor de naar Olympique Lyon vertrokken Amin Sarr.
Op 7 februari 2023 maakte hij zijn debuut voor de club in de achtste finale van de KNVB Beker tegen NAC Breda in de 1-2 gewonnen wedstrijd. Vijf dagen later maakte Karlsbakk voor het eerst zijn opwachting in het Abe Lenstra Stadion, in de 1-2 verloren wedstrijd met Feyenoord. Hij komt in de 74e minuut in het veld voor Simon Olssen.
In de tweede speelronde van seizoen 2023/2024 scoorde hij zijn eerste doelpunt voor de club, door de tweede treffer te maken in de 0-2 gewonnen wedstrijd bij FC Utrecht.
Op 31 oktober maakt Karlsbakk zijn eerste doelpunt in het KNVB Bekertoernooi in de 5-1 overwinning op VVV Venlo.

## Interlandcarrière
Karslbakk speelde vanaf U16 in alle jeugdelftallen van het Noorse nationale elftal. In totaal speelde hij in 20 wedstrijden mee.